# Ceresara
Ceresara – miejscowość i gmina we Włoszech, w regionie Lombardia, w prowincji Mantua.
Według danych na rok 2004 gminę zamieszkiwały 2462 osoby, 66,5 os./km².